# Richard Oakes
Richard Oakes (1 de Outubro de 1976, West London) é um músico inglês. Depois de Bernard Butler deixar a banda Suede, Richard tornou-se aos 17 anos o seu guitarrista, permanecendo até 2003, ano em que o grupo anunciou o seu fim.